# Stryj
Stryj (ukrainsk: Стрий, polsk: Stryj) er en by beliggende på venstre bred af floden Stryj i Lviv oblast (region) i det vestlige Ukraine 65 km syd for Lviv (ved foden af Karpaterne). Tjener som det administrative centrum for Stryj raion (distrikt), det er udpeget som en by af oblast betydning (hromada) og hører ikke til raion. Dens befolkning er cirka 59.425 (2022) .
Stryj anses for at være den første by i Ukraine til at bære det blå-gule nationalflag, da det blev hejst på rådhusets flagstang den 14. marts 1990, endda før Sovjetunionens fald.

## Navn
Byen har fået sit navn fra navnet på floden Stryj, en af Dnjestrens bifloder. 